# Шпакові
Шпа́кові (Sturnidae) — родина невеликих співочих горобцеподібних птахів, що складається з 104—118 видів, розбитих на 25-32 роди. Вважають, що їх найближчими родичами є представники родин дронгових (Dicruridae), воронових (Corvidae), вивільгових (Oriolidae) і пересмішникових (Mimidae).

## Опис
Шпакові — невеликі або середнього розміру птахи завдовжки 16,5-42 см. Як правило, злегка приземисті, щільної статури, з відносно коротким, прямокутної форми хвостом. Крила довгі, такі, звужуються на кінцях. Дзьоб майже такої ж довжини, як і голова; злегка заломлений на кінчику, без зубців у кінця надклювья. Дзьоб може значно розрізнятися у різних видів: наприклад, у звичайного шпака він тонкий і гострий, тоді як у Aplonis brunneicapilla — могутній і затуплений. У деяких видів на голові є чубок, як наприклад у рожевого шпака. Ноги сильні, адаптовані як для сидіння на гілці дерев, так і пересування по землі. Оперення густе, в більшості випадків темного кольору, часто з металевим блиском. У багатьох видів на шиї є подовжене пір'я, яке особливо добре помітне у самців.

## Розповсюдження
Ці птахи переважно поширені у Євразії і Африці (виняток — шпак-малюк блискотливий (Aplonis metallica), природний ареал якого знаходиться в Новій Гвінеї і на північному сході Австралії). Деякі види, зокрема звичайний шпак, були свідомо інтродуковані до Північної Америки, Австралії і Нової Зеландії, де розповсюдилися на обширній території. Найбільше видове біорізноманіття шпакових спостерігається в тропічному поясі Старого Світу, особливо в Африці.
Характерні біотопи для різних видів варіюють. Значна кількість птахів мешкає в лісистій місцевості: від лісів помірного поясу до вологих тропічних лісів, що пов'язане з їх потребою використовувати як гнізда дупла старих дерев. Інші види, особливо пов'язані з сезонною міграцією, мешкають на відкритих просторах: степах, напівпустелях або африканських саванах. Крім перелітних, зустрічаються як осілі, так і кочівні птахи.

## Соціальна поведінка
У соціальному плані майже все шпакові зазвичай триматися зграями і часто селяться невеликими колоніями. У окремих видів розмір зграї може досягати гігантських розмірів: наприклад, багатотисячні зграї звичайного шпака в небі можуть виглядати як чорна хмара, що синхронно пересувається у різних напрямках (Мурмурація). Серед виключень можна назвати види Lamprotornis shelleyi і Aplonis grandis, які ведуть переважно відособлений спосіб життя.
Деякі види поводяться досить агресивно щодо інших видів птахів, витісняючи їх з традиційних ареалів. Наприклад, інтродукований з Європи до Північної Америки звичайний шпак успішно конкурує з деякими видами дятлів за право зайняти дупло, придатне для будівництва гнізда.

## Розмноження
Більшість шпакових гніздиться у всіляких природних нішах: дуплах дерев, тріщинах скель, поглибленнях під обривами тощо. Не нехтують і шпаківнями. Багато лісових видів безпосередньо залежать від дятлів або бородастиків (Megalaima), які сприяють збільшенню місць, придатних для гніздів'я. Часто не здатні побудувати своє власне гніздо, але компенсують це агресивним характером по відношенню до інших птахів. Моріо аравійський (Onychognathus tristramii) з Ізраїлю і Йорданії селиться в міжгір'ях скель. Небагато видів самих будують собі гнізда, як це робить африканський мерл багатобарвний (Lamprotornis superbus), чиє гніздо являє собою недбалий кулястий витвір у кущах акації. Природне або побудоване гніздо зсередини укладається різною рослинністю, пір'ям інших птахів або різноманітним побутовим сміттям. У облаштуванні гнізда беруть участь як самець, так і самка.
Зазвичай кладка складається з 4-7 яєць, монотонних або з цятками. Частіше за все яйце блідо блакитного кольору, але іноді зустрічаються білі або кремові яйця.

## Систематика
Родину шпакових (Sturnidae) запропонував французький ерудит Константин Самюель Рафінеск у 1815 році. Шпаки належать до надродини Muscicapoidea разом із дроздами, мухоловками та пронурками, які досить віддаленими родичами, а також Mimidae (пересмішники). Останні, очевидно, є найближчими живими родичами Sturnidae, замінюють їх в Америці та ведуть досить подібний, але самотній спосіб життя.

### Роди
Орієнтально-Австралійська клада
- Шпак-малюк (Aplonis) — 24 види;
- Міно (Mino) — 3 види;

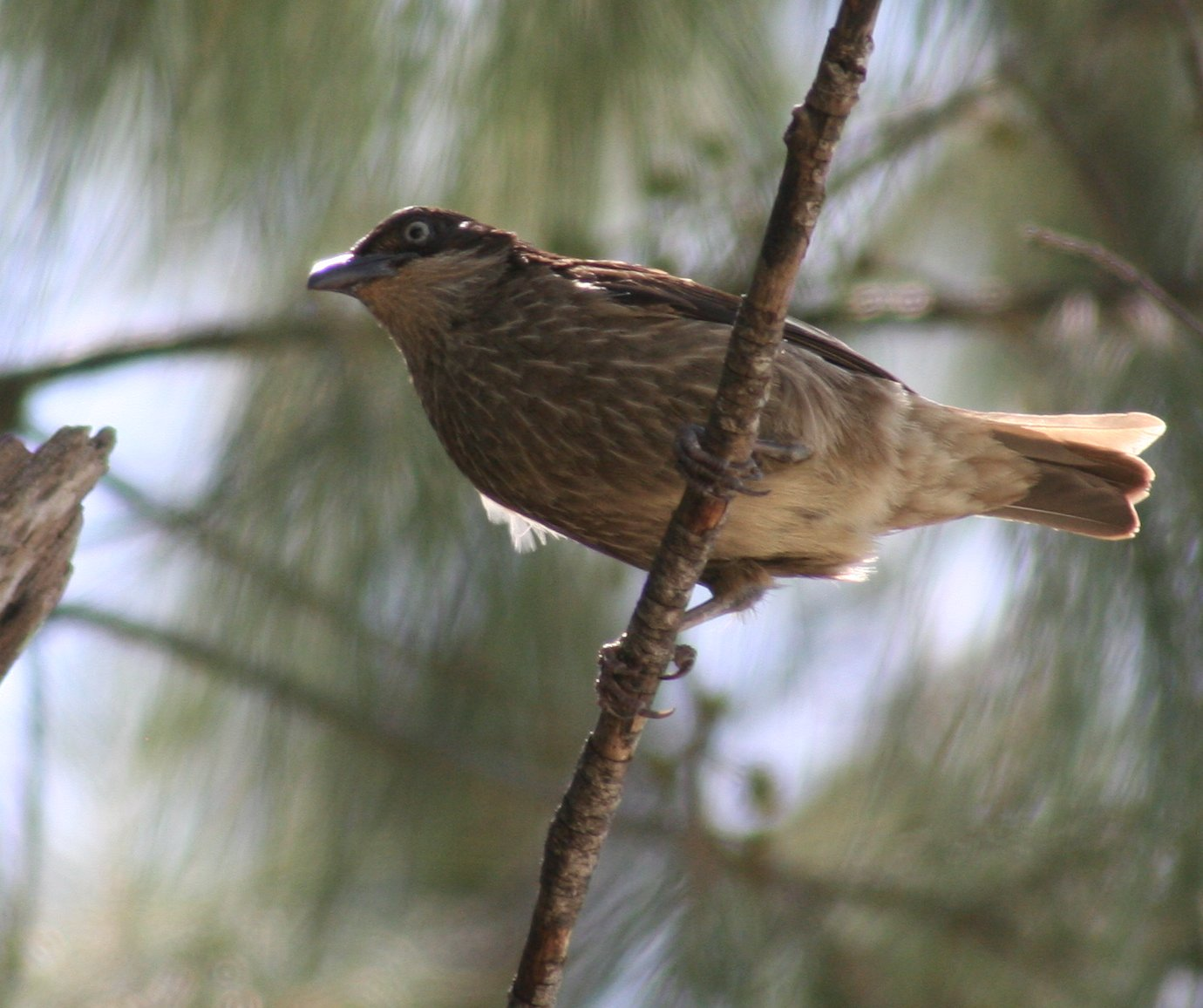
Шпак-малюк полінезійський (Aplonis tabuensis)

- Шпак-білощок (Basilornis) — 3 види;
- Мінданайський шпак-білощок (Goodfellowia) — 1 вид;
- Колето (Sarcops) — 1 вид;
- Строката майна (Streptocitta) — 2 види;
- Сулавеська майна (Enodes) — 1 вид;
- Товстодзьоба майна (Scissirostrum) — 1 вид;
- Золоточуба майна (Ampeliceps) — 1 вид;
- Бео (Gracula) — 6 видів;
- Майна (Acridotheres) — 10 видів;
- Сірий шпак (Spodiopsar) — 2 види;
- Строкатий шпак (Gracupica) — 4 види;
- Східний шпак (Agropsar — 2 види;
- Шпачок (Sturnia) — 5 видів;
- Цейлонський шпак (Sturnornis) — 1 вид;
- Балійський шпак (Leucopsar) — 1 вид;
- Реюньйонський шпак (Fregilupus) — 1 вид;
- Родригійський шпак (Necropsar) — 1 вид;

Афротропічно-Палеарктична клада
- Рожевий шпак (Pastor) — 1 вид;
- Шпак (Sturnus) — 2 види;

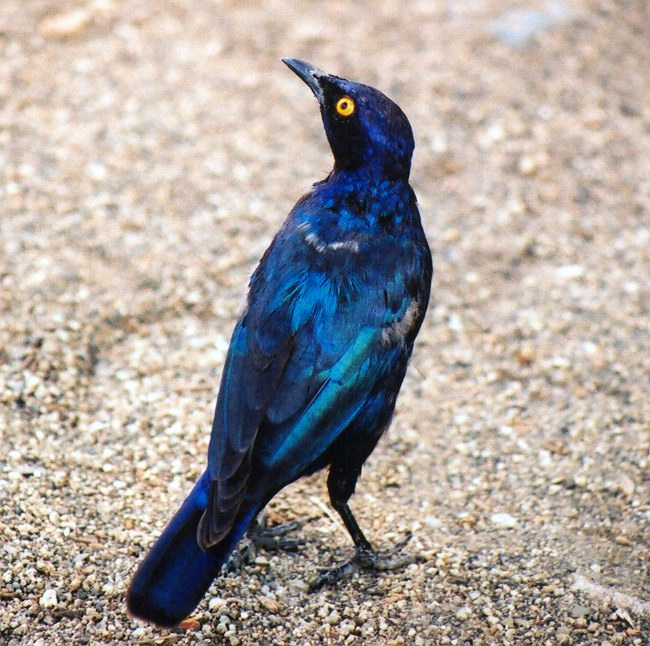
Мерл капський (Lamprotornis nitens)

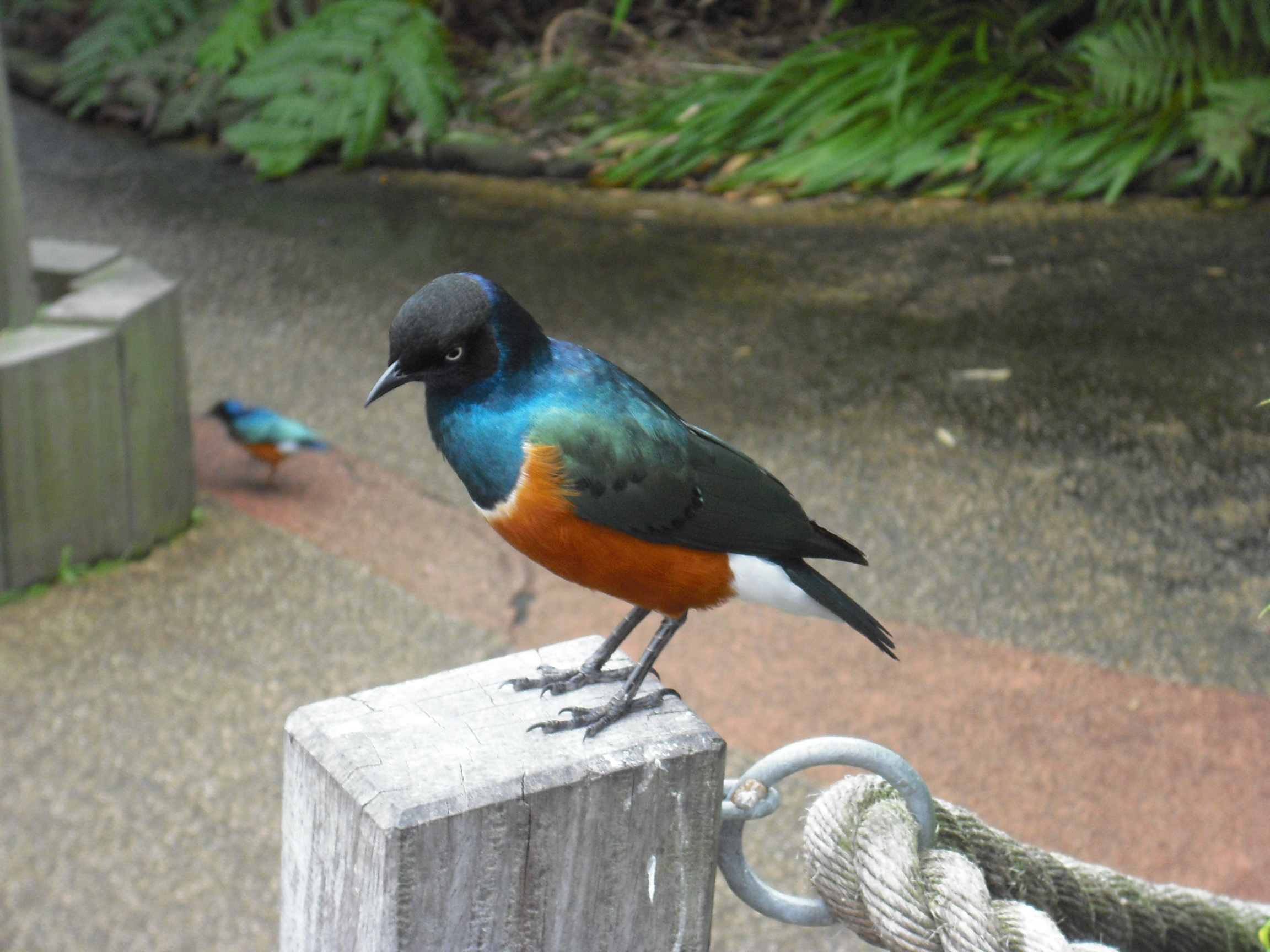
Мерл багатобарвний

- Жовтоголовий шпак (Creatophora) — 1 вид;
- Чорночеревий мерл (Notopholia]]) — 1 вид;
- Пурпуровоголовий мерл (Hylopsar) — 2 види;
- Мерл (Lamprotornis) — 23 види;
- Мадагаскарський мерл (Hartlaubius) — 1 вид;
- Шпак-куцохвіст (Cinnyricinclus) — 1 вид;
- Моріо (Onychognathus) — 11 видів;
- Шпак-гострохвіст (Poeoptera) — 3 види;
- Рудочеревий шпак-куцохвіст (Pholia) — 1 вид;
- Кенійський шпак-куцохвіст (Arizelopsar) — 1 вид;
- Азійський мерл (Saroglossa) — 1 вид;
- Біловолий шпак (Grafisia) — 1 вид;
- Ефіопський шпак (Speculipastor) — 1 вид;
- Білокрилий мерл (Neocichla) — 1 вид;

Клада Rhabdornis
- Філіпінник (Rhabdornis) — 4 види;

Некласифікований
- Маврикійський шпак (Cryptopsar) — 1 вид.